# Solución Bustinduy

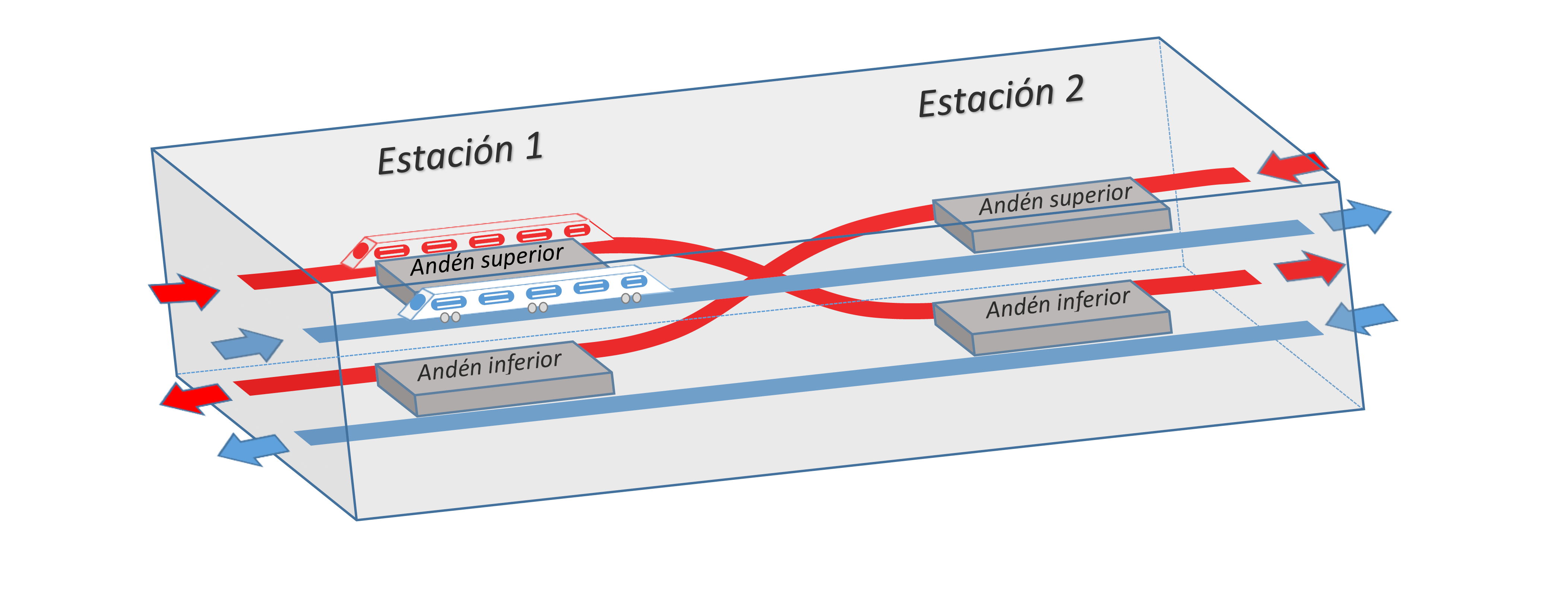
Esquema de vías y andenes de acuerdo con la Solución Bustinduy, combinado en dos estaciones consecutivas

La solución Bustinduy es el nombre que se le da en ingeniería al método de construcción de un intercambiador de metro en el que dos líneas se transbordan con un recorrido mínimo para los viajeros, estando los dos sentidos de cada línea en dos niveles distintos, dos a dos, y compartiendo andén los sentidos opuestos de cada una de ellas. Fue ideado por el ingeniero Javier Bustinduy.

## Funcionamiento y utilidad
En estaciones de correspondencia de dos líneas, la solución Bustinduy pasa por disponer de forma paralela los sentidos opuestos de las dos líneas en el mismo andén y los otros dos sentidos en un andén a distinto nivel. De esta manera se puede trasbordar de una línea a la otra en sentidos inversos de forma directa y solo con tener que cambiar de nivel en el caso de necesitar seguir el mismo sentido de circulación que se llevaba, hacia la otra línea.
Esta solución es especialmente útil para líneas que sean paralelas en buena parte de su recorrido, pudiendo conectar con un trasbordo directo zonas del mismo barrio. Así, las cuatro líneas en paralelo se convierten en dos, superpuestas a diferente nivel. Se desarrolló para la estación de El Perchel del metro de Málaga.